# China Open (snooker)
De China Open is een professioneel snookertoernooi. Het wordt gehouden in de Chinese hoofdstad Peking.
Het is het belangrijkste toernooi in Azië en momenteel een van de twee rankingtoernooien in dat werelddeel. Het wordt sinds 1995 georganiseerd onder verschillende namen. Van 2002 tot en met 2004 was er geen China Open, maar in 2005 werd het toernooi nieuw leven ingeblazen door de groeiende populariteit het spel in China. De finale van dat jaar werd gewonnen door de getalenteerde thuisspeler Ding Junhui en verliezend finalist was Stephen Hendry. In het seizoen 2023/2024 werd een Rankingtoernooi georganiseerd in Wuhan, het Wuhan Open.
De versie van 2005 zorgde meteen voor kijkcijfers die voor Europese normen astronomisch zijn. De finale werd gevolgd door meer dan 100 miljoen mensen.
Verslaggeving: Eurosport en CCTV.

## Erelijst
| Seizoen                                          | Verslag                                          | Winnaar                                          | Verliezend finalist                              | Score                                            |
| Thailand Classic (ranking) Zie ook Dubai Classic | Thailand Classic (ranking) Zie ook Dubai Classic | Thailand Classic (ranking) Zie ook Dubai Classic | Thailand Classic (ranking) Zie ook Dubai Classic | Thailand Classic (ranking) Zie ook Dubai Classic |
| ------------------------------------------------ | ------------------------------------------------ | ------------------------------------------------ | ------------------------------------------------ | ------------------------------------------------ |
| 1995/96                                          |                                                  | John Parrott                                     | Nigel Bond                                       | 9 – 6                                            |
| Asian Classic (ranking) Zie ook Dubai Classic    |                                                  |                                                  |                                                  |                                                  |
| 1996/97                                          |                                                  | Ronnie O'Sullivan                                | Brian Morgan                                     | 9 – 8                                            |
| China International (non-ranking)                |                                                  |                                                  |                                                  |                                                  |
| 1997/98                                          |                                                  | Steve Davis                                      | Jimmy White                                      | 7 – 4                                            |
| China International (ranking)                    |                                                  |                                                  |                                                  |                                                  |
| 1998/99                                          |                                                  | John Higgins                                     | Billy Snaddon                                    | 9 – 3                                            |
| China Open (ranking)                             |                                                  |                                                  |                                                  |                                                  |
| 1999/00                                          |                                                  | Ronnie O'Sullivan                                | Stephen Lee                                      | 9 – 2                                            |
| 2000/01                                          |                                                  | Ronnie O'Sullivan                                | Mark Williams                                    | 9 – 8                                            |
| 2001/02                                          |                                                  | Mark Williams                                    | Anthony Hamilton                                 | 9 – 8                                            |
| 2002/03                                          | niet gehouden                                    | niet gehouden                                    | niet gehouden                                    | niet gehouden                                    |
| 2003/04                                          | niet gehouden                                    | niet gehouden                                    | niet gehouden                                    | niet gehouden                                    |
| 2004/05                                          |                                                  | Ding Junhui                                      | Stephen Hendry                                   | 9 – 5                                            |
| 2005/06                                          |                                                  | Mark Williams                                    | John Higgins                                     | 9 – 8                                            |
| 2005/06                                          |                                                  | John Higgins                                     | Ronnie O'Sullivan                                | 9 – 2                                            |
| 2006/07                                          |                                                  | Graeme Dott                                      | Jamie Cope                                       | 9 – 5                                            |
| 2007/08                                          |                                                  | Stephen Maguire                                  | Shaun Murphy                                     | 10 – 9                                           |
| 2008/09                                          | CO/09                                            | Peter Ebdon                                      | John Higgins                                     | 10 – 8                                           |
| 2009/10                                          | CO/10                                            | Mark Williams                                    | Ding Junhui                                      | 10 – 6                                           |
| 2010/11                                          |                                                  | Judd Trump                                       | Mark Selby                                       | 10 – 8                                           |
| 2011/12                                          |                                                  | Peter Ebdon                                      | Stephen Maguire                                  | 10 – 9                                           |
| 2012/13                                          |                                                  | Neil Robertson                                   | Mark Selby                                       | 10 – 6                                           |
| 2013/14                                          |                                                  | Ding Junhui                                      | Neil Robertson                                   | 10 – 5                                           |
| 2014/15                                          |                                                  | Mark Selby                                       | Gary Wilson                                      | 10 – 2                                           |
| 2015/16                                          |                                                  | Judd Trump                                       | Ricky Walden                                     | 10 – 4                                           |
| 2016/17                                          |                                                  | Mark Selby                                       | Mark Williams                                    | 10 – 8                                           |
| 2017/18                                          |                                                  | Mark Selby                                       | Barry Hawkins                                    | 11 – 3                                           |
| 2018/19                                          |                                                  | Neil Robertson                                   | Jack Lisowski                                    | 11 – 4                                           |
| 2019/20                                          | Niet gehouden vanwege het coronavirus            | Niet gehouden vanwege het coronavirus            | Niet gehouden vanwege het coronavirus            | Niet gehouden vanwege het coronavirus            |